# Anna Twardosz
Anna Twardosz (Sucha Beskidzka, 12 aprile 2001) è una saltatrice con gli sci polacca.

## Biografia
E' sorella minore del combinatista nordico Paweł Twardosz, che ha rappresentato la Polonia ai Giochi olimpici giovanili invernali di Lillehammer 2016.
Originaria di Lanckorona e attiva in gare FIS dall'agosto del 2014, la Twardosz ha esordito in Coppa del Mondo il 30 novembre 2018 a Lillehammer (35ª) e ai Campionati mondiali a Oberstdorf 2021, dove si è classificata 33ª nel trampolino normale, 24ª nel trampolino lungo, 7ª nella gara a squadre e 6ª nella gara a squadre mista; ai Mondiali di Planica 2023 è stata 9ª nella gara a squadre e a quelli di Trondheim 2025 si è classificata 29ª nel trampolino normale, 36ª nel trampolino lungo, 11ª nella gara a squadre e 8ª nella gara a squadre mista.

## Palmarès

### Coppa del Mondo
- Miglior piazzamento in classifica generale: 44ª nel 2021